# Esticador

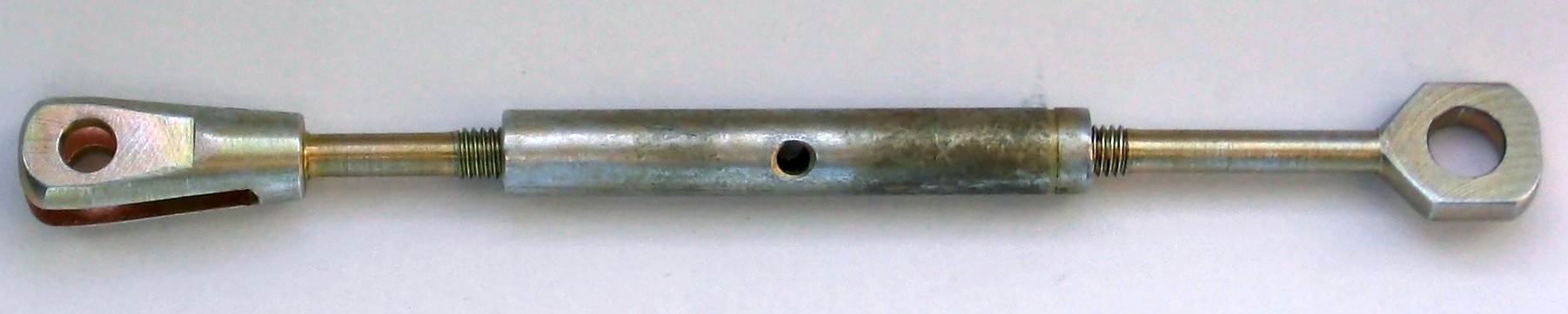
Pendem-se os cabos à esquerda, roda-se a parte central, fixa-se ao bordo à direita

Esticador é em náutica uma peça metálica aplicada ao chicote de certos cabos para os atesarem. A peça é dividida em três partes :
- uma fixa presa a um bordo;
- uma parte intermédia que gira sobre o primeiro, do tipo parafuso;
- uma terceira onde se vem prender o cabo.

Fazendo rodar a parte intermédia regula-se a tensão do cabo como o ovém ou a estai .